# Virgil-Daniel Popescu
Virgil-Daniel Popescu (n. 25 aprilie 1968, Turnu Severin, Mehedinți, România) este un politician român care din 2016 până în 2024 a fost deputat de Mehedinți de Camerei Deputaților din partea partidului Partidul Național Liberal (PNL). El a fost ministru al Energiei între noiembrie 2019 până pe iunie 2023 în guvernele Orban, Câțu și Ciucă. În 2024, a fost ales membru al Parlamentului European.